# Pelizaeus-Merzbacher-Krankheit
Die Pelizaeus-Merzbacher-Krankheit ist eine seltene angeborene Erkrankung des zentralen Nervensystems. Bei dieser Erkrankung aus der Gruppe der Leukodystrophien tritt eine Störung der Myelinisierung auf, durch die eine Vielzahl von Symptomen verursacht werden können. Die Krankheit ist nach den Erstbeschreibern Friedrich Christoph Pelizaeus und Ludwig Merzbacher benannt.

## Genetik
Der Pelizaeus-Merzbacher-Krankheit liegt eine Mutation des Proteolipid-Protein 1 (PLP1) codierenden Gens auf dem X-Chromosom (Xq22) zugrunde. Die Mutation führt zum Ausfall oder zur Unbrauchbarkeit der PLP1-Produktion und nachfolgend zu einer inkorrekten Zusammensetzung der Myelinscheiden, die für eine normale Funktion der Nervenfasern notwendig sind. Der Erbgang der Pelizaeus-Merzbacher-Krankheit ist X-chromosomal rezessiv, weswegen in der Regel nur Jungen bzw. Männer betroffen sind. Die bei der Erkrankung beobachteten genetischen Veränderungen des PLP1-Gens sind mannigfaltig: Neben Deletionen wurden auch Duplikationen des PLP1-Gens beschrieben.
Die Erkrankung wird zur Erkrankungsgruppe der hereditären spastischen Spinalparalysen oder spastische Paraplegie gezählt. Dort wird sie als SPG2 (spastic paraplegia gen 2) bezeichnet.

## Symptome
Die Leitsymptome der Pelizaeus-Merzbacher-Krankheit sind eine Verzögerung der normalen geistigen und motorischen Entwicklung mit unkontrollierbaren, rhythmischen Bewegungen der Augen (Nystagmus), Lähmungen der Muskulatur (wobei sowohl spastische als auch schlaffe Lähmungen mit Tonusverlust insbesondere der Rumpfmuskulatur auftreten können) sowie eine Stand- und Gangunsicherheit (Ataxie). Die Erkrankung beginnt in der Regel im Kleinkindes- oder Kindesalter, kann sich aber auch erst im Erwachsenenalter manifestieren.

## Einteilung
Nach W. O. Renier und Mitarbeitern  erfolgt eine Einteilung in drei Formen:
1. Klassische Form mit Manifestation in den ersten Lebensmonaten, Nystagmus, Muskelhypotonie später in Spastik übergehend, im Verlauf kommen Ataxie und gestörte motorische Entwicklung hinzu.
2. Konnatale Form mit rascher Verschlechterung von Geburt an mit zusätzlicher Dyspnoe und Stridor und Entwicklung einer spastischen Tetraparese
3. Übergangsform mit Beeinträchtigungsausmaß zwischen der klassischen und der konnatalen Form.

## Verwandte Erkrankungen
Erkrankungen die der Pelizaeus-Merzbacher-Krankheit ähneln, aber autosomal-rezessiv vererbt werden, sind:
- Pelizaeus-Merzbacher like disease (PMLD) 1[7]: verursacht durch Mutationen in Connexin-47 (GJA12)-Gen auf Chromosom 1q41
- Pelizaeus-Merzbacher like disease (PMLD) 2[8]

Eine Erkrankung die der Pelizaeus-Merzbacher-Erkrankung ähnelt, aber autosomal-dominant vererbt wird und deren Erkrankungsbeginn im Erwachsenenalter liegt, ist die
- autosomal-dominante Leukodystrophie (ADLD).[9]

## Diagnostik
Neurologische Untersuchung und Anamnese können erste Verdachtsmomente ergeben. Biochemische Marker für die Erkrankung existieren jedoch nicht. Die Kernspintomographie des Gehirns belegt Störungen der Markreifung (Myelinisierung), die allerdings nicht für die Pelizaeus-Merzbacher-Erkrankung spezifisch sind. Eine Abgrenzung gegenüber Entmarkungskrankheiten kann unter Umständen mit Hilfe der Magnetresonanzspektroskopie erfolgen. Beweisend ist der molekulargenetische Nachweis einer Mutation des PLP1-Gens auf dem X-Chromosom (Xq22). Eine pränatale Diagnostik ist möglich.

## Behandlung
Die Pelizaeus-Merzbacher-Erkrankung ist nicht ursächlich behandelbar. Unterstützende Pflege, einschließlich emotionaler Unterstützung der Familienmitglieder, wird nach Bedarf empfohlen. Eine krankengymnastische und ergotherapeutische Behandlung zielt auf die Verbesserung der Lebensqualität der betroffenen Kinder.

## Prognose
Die Schwere der Erkrankung variiert deutlich unter anderem in Abhängigkeit von der Art der PLP-Mutation und reicht von milden Verläufen bei der sich erst im Erwachsenenalter manifestierenden Erkrankungen bis hin zu schwersten Verlaufsformen mit Beginn im Kleinkindesalter und tödlichem Verlauf noch in der Kindheit.